# فيكتور غولانكز
فيكتور غولانكز (بالإنجليزية: Victor Gollancz) (أبريل 1893 - 8 فبراير 1967) ناشر بريطاني وإنساني. كان غولانكز معروفًا بأنه مؤيد للسياسة اليسارية. وتحولت ولاءاته بين الليبرالية والشيوعية. عرّف نفسه بأنه اشتراكي مسيحي وأممي. استخدم دار النشر الخاصة به بشكل أساسي للترويج للكتب الواقعية السلمية والاشتراكية، كما أطلق أيضًا نادي الكتاب اليساري.
في فترة ما بعد الحرب، ركز اهتمامه على ألمانيا وأصبح معروفًا بتعزيزه للصداقة والمصالحة على أساس أمميته وأخلاقيات الحب الأخوي. أسس منظمة أنقذوا أوروبا الآن (SEN) في عام 1945 للقيام بحملة من أجل المعاملة الإنسانية للمدنيين الألمان، ولفت الانتباه إلى معاناتهم، وخاصة الأطفال، والفظائع المرتكبة ضد المدنيين الألمان. حصل على الدكتوراه الفخرية من جامعة فرانكفورت عام 1949، و وسام استحقاق جمهورية ألمانيا الاتحادية من ألمانيا عام 1953 وجائزة السلام لتجارة الكتاب الألمانية عام 1960، وعدة شوارع سميت باسمه في ألمانيا، بما في ذلك شارع قولانكزستراسي في برلين الغربية، ومدرستين، تم تسمية مدرسة فيكتور قولانكز الابتدائية ومدرسة فيكتور قولانكز فولكسشوخشول ستيجليتز زيهليندورف على شرفه. كما قام بحملة من أجل الصداقة مع روسيا السوفيتية. قال قولانكز ذات مرة: "أنا أكره كل ما هو مؤيد ومعارض (للشعوب المختلفة). أنا شيء واحد فقط: أنا مؤيد للإنسانية". منذ عام 2000، تمنح جمعية الشعوب المهددة جائزة فيكتور غولانكز.

## النشأة
ولد قولانكز في مايدا فالي في لندن، لعائلة يهودية ألمانية وخلفيات يهودية بولندية، كان قولانكز نجل صائغ بالجملة وابن شقيق الحاخام البروفيسور السير هيرمان قولانكز والبروفيسور السير إسرائيل قولانكز . جده، الحاخام صموئيل ماركوس قولانكز، هاجر إلى المملكة المتحدة في منتصف القرن التاسع عشر من ويتكوفو، بالقرب من جنيزنو (ثم جينيسين في بروسيا) ليصبح قنطور كنيس هامبرو في لندن.
بعد أن تلقى تعليمه في مدرسة سانت بول بلندن وحصل على شهادة في الكلاسيكيات من كلية نيو كوليج بأكسفورد، وأصبح مدرسًا. تم تكليف قولانكز بالانضمام إلى نورثامبرلاند فيوسليزر الملكيون في أكتوبر 1915، على الرغم من أنه لم يقم الخدمة الفعلية. في مارس 1916، انتقل إلى فيلق تدريب الضباط الصغار بمدرسة ريبتون. أثبت قولانكز أنه مدرس مبتكر وملهم. قدم أول فصل للتربية المدنية يتم تدريسه في مدرسة عامة إنجليزية، وأصبح العديد من طلابه هم أنفسهم معلمين، بما في ذلك جيمس هارفورد وجيمس دارلينج.
وفي عام 1917، شارك في لجنة إعادة الإعمار، التي كانت تخطط لبريطانيا ما بعد الحرب. هناك التقى بإرنست بن، الذي عينه للعمل في شركة النشر الخاصة به، إرنست بن المحدودة . بدءًا بالمجلات، أصدر قولانكز بعد ذلك سلسلة من الكتب الفنية، وبعد ذلك بدأ في التوقيع مع الروائيين.

## عمله كناشر

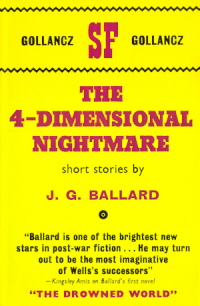
غلاف كابوس رباعي الأبعاد من تأليف جيه جي پالارد باللون الأصفر الزاهي المميز لفيكتور قولانكز.

أسس قولانكز شركة نشر خاصة به في عام 1927، ونشر أعمال كتاب مثل فورد مادوكس فورد وجورج أورويل ، اللذين كتبا أن "قولانكز هو بالطبع جزء من مضرب الشيوعية"، لراينر هيبينستال في يوليو 1937 (ذهب أورويل إلى سيكر و واربورغ من الحنين إلى كاتالونيا فصاعدا). قامت شركة قولانكز المحدودة بنشر الكتب الواقعية السلمية والاشتراكية، بالإضافة إلى مجموعة مختارة قوية من الأدب المعاصر، بحلول منتصف الثلاثينيات، بما في ذلك مؤلفون مثل إليزابيث بوين، ودافني دو مورييه، وفرانز كافكا. بينما نشر قولانكز كتاب تحركات الجيش الأحمر بقلم جيفري كوكس حول حرب الشتاء في عام 1941، فقد أغفل بعض الانتقادات الموجهة إلى الاتحاد السوفييتي.
كان قولانكز أحد مؤسسي نادي الكتاب الأيسر، أول نادي للكتاب في المملكة المتحدة. كان لديه موهبة في التسويق، وأحيانًا كان يقوم بإخراج إعلانات في الصحف على صفحة كاملة للكتب التي ينشرها، وهو أمر جديد في ذلك الوقت. كما استخدم أيضًا الطباعة وتصميمات الكتب الجذابة، واستخدم أغطية الغبار الصفراء على الكتب. بدءًا من عام 1948، قام قولانكز برحلات استكشافية سنوية إلى الولايات المتحدة الأمريكية. بحلول عام 1951 شكلت الكتب الأمريكية نصف منشوراته.
بدأت سياسات قولانكز كسياسات الحزب الليبرالي ونقابة الاشتراكية. بحلول عام 1931 كان قد انضم إلى حزب العمال، وبحلول أوائل الثلاثينيات كان قد بدأ في نشر أعمال سياسية يسارية، بالإضافة إلى ألقابه الأكثر شعبية. على الرغم من أنه لم ينضم أبدًا إلى الحزب الشيوعي الألماني، إلا أن قولانكز كان متحالفًا بشكل وثيق مع الحزب الشيوعي خلال النصف الثاني من الثلاثينيات. أخيرًا انفصل عن الحزب بعد توقيع الاتفاق الألماني السوفيتي في عام 1939، وتعهد بالاشتراكية المسيحية. في أوائل الأربعينيات من القرن الماضي، كان قولانكز متعاطفًا مع حزب الثروة المشتركة الاشتراكي الذي يتزعمه ريتشارد آكلاند وألقى محادثات للمجموعة قبل الانتخابات العامة لعام 1945. وعلى الرغم من أنه لم يعتقد أبدًا أن الحزب سيفوز في الانتخابات، إلا أنه كان يعتقد أنه يمثل مجموعة ضغط اشتراكية مفيدة.
كان الإيمان الديني جزءًا مهمًا من حياة قولانكز. كان والده يهوديًا أرثوذكسيًا وله تفسير حرفي جدًا لإيمانه. أدى كراهية قولانكز لهذا الموقف إلى تلوين منهجه تجاه اليهودية المنظمة طوال معظم حياته، لكنه استمر في ممارسة العديد من الطقوس اليهودية في المنزل. غالبًا ما ادعى قولانكز أنه مسيحي، على الرغم من أنه لم يتم تعميده مطلقًا وكان فهمه للدين مميزًا للغاية. بشكل عام، اعتمد إيمانه التوفيقي الشخصي على المسيحية البيلاجيةواليهودية وقراءات واسعة النطاق عبر التقاليد الدينية.
تجلى إيمانه في وعيه بالنعيم وحملاته السياسية والاجتماعية التي استمرت طوال حياته. قام بتجميع عدد من الكتب ذات المؤلفات الدينية، بما في ذلك عام النعمة، ومن الظلام إلى النور ، وإله مائة اسم، وعام النعمة الجديد. كان قولانكز أيضًا محبًا قويًا للموسيقى، وهو ما أوضحه في كتابه الأخير، رحلة نحو الموسيقى.
حصل قولانكز على وسام فارس في قائمة الشرف في عيد ميلاد الملكة عام 1965.

## الحملات
بالإضافة إلى أعمال النشر الناجحة للغاية، كان قولانكز كاتبًا غزير الإنتاج في مجموعة متنوعة من المواضيع، ووضع أفكاره موضع التنفيذ من خلال إنشاء مجموعات حملات. لم يكن نادي الكتاب اليساري مجرد نادي للكتاب يعمل على أسس تجارية، بل كان أيضًا مجموعة حملات تهدف إلى نشر الأفكار اليسارية في بريطانيا. كان تأسيس النادي بمثابة نهاية مسيرته كناشر فقط، وبعد ذلك كرس الكثير من طاقته للحملات.
تناولت منشوراته القليلة الأولى ما اعتبره خيانة شيوعية لمُثُل اليسار، على الرغم من أنه بعد غزو ألمانيا النازية للاتحاد السوفييتي في عام 1941، أسس جمعية العلاقات العامة الأنجلوسوفيتية لتعزيز العلاقات الودية بين بريطانيا وألمانيا والاتحاد السوفياتي. تبع ذلك دحض عقيدة السير روبرت فانسيتارت المناهضة لألمانيا (على عكس النازية) في كتيب "هل يعيش أطفالنا أو يموتون" الذي نُشر في أواخر عام 1941.
بعد الحرب العالمية الثانية، انتقد قولانكز صعود ما اعتبره قومية مفرطة في دول الحلفاء (تشيكوسلوفاكيا والمملكة المتحدة)، واصفًا القومية بأنها "جزئيًا اختراع للسياسيين الطموحين وعديمي الضمير، وجزئيًا مخدر يستمد منه السكان [ …] نوع من الرضا الزائف وغير المباشر”. 

### احتلال ألمانيا بعد الحرب العالمية الثانية
في أبريل 1945، تناول قولانكز قضية الذنب الجماعي الألماني في كتيب بعنوان "ماذا يعني بوخنفالد حقًا" والذي أوضح أن جميع الألمان غير مذنبين. وأكد أن مئات الآلاف من غير اليهود قد تعرضوا للاضطهاد على يد النازيين وأن الكثيرين آخرين تم ترويعهم لإجبارهم على الصمت. وقال أيضًا إن المواطنين البريطانيين الذين زُعم أنهم لم يفعلوا شيئًا لإنقاذ اليهود على الرغم من العيش في ظل نظام ديمقراطي لم يكونوا معفيين من الذنب. كان هذا بمثابة تحول في اهتمام قولانكز تجاه شعب ألمانيا. في سبتمبر 1945، بدأ منظمة أنقذوا أوروبا الآن لحملة لدعم الألمان، وعلى مدى السنوات الأربع التالية كتب ثمانية كتيبات وكتب أخرى تتناول هذه القضية وزار البلاد عدة مرات.
تضمنت حملة قولانكز من أجل المعاملة الإنسانية للمدنيين الألمان جهودًا لإقناع الحكومة البريطانية بإنهاء الحظر المفروض على إرسال المؤن إلى ألمانيا ومطالبتها باتباع سياسة المصالحة، فضلاً عن تنظيم جسر جوي لتزويد ألمانيا وغيرها من الدول الأوروبية التي مزقتها الحرب. كتب مقالات نقدية منتظمة ورسائل إلى الصحف البريطانية، وبعد زيارة إلى منطقة الاحتلال البريطاني في أكتوبر ونوفمبر 1946، نشر هذه المقالات مع صور لأطفال ألمان يعانون من سوء التغذية التقطها هناك في أحلك ألمانيا في يناير 1947.
وفيما يتعلق بطرد الألمان بعد الحرب العالمية الثانية ، قال: "طالما أن ضمير الإنسانية يجب أن يصبح حساسا مرة أخرى، فهل سيكون هذا الطرد عارًا لا يموت على كل أولئك الذين يتذكرونه، أو الذين تسببوا فيه، أو الذين تحملوه. لقد تم طرد الألمان، ولكن ليس فقط بسبب النقص في الاهتمام المفرط، ولكن بأعلى درجة يمكن تصورها من الوحشية. في كتابه "قيمنا المهددة" الصادر عام 1946، وصف قولانكز الظروف التي واجهها السجناء الألمان في السوديت في معسكر الاعتقال التشيكي: "إنهم يعيشون محشورين معًا في أكواخ دون اعتبار للجنس والعمر... وتراوحت أعمارهم بين 4 إلى 80 عامًا. بدا الجميع هزيلين". ... كانت المشاهد الأكثر إثارة للصدمة هي الأطفال ... في مكان قريب كانت هناك أم أخرى تحمل حزمة ذابلة من الجلد والعظام بين ذراعيها ... امرأتان كبيرتان ترقدان كما لو كانتا ميتتين على سريرين. ولم يكتشف أحد إلا بعد الفحص الدقيق "إنهم ما زالوا يتنفسون بخفة. وكانوا، مثل هؤلاء الأطفال، على وشك الموت من الجوع".
عندما أراد برنارد مونتغمري أن يخصص لكل مواطن ألماني نظامًا غذائيًا مضمونًا يحتوي على 1000 سعرة حرارية فقط في اليوم وبرر ذلك بالإشارة إلى حقيقة أن سجناء معسكر الاعتقال بيرغن بيلسن تلقوا 800 فقط، كتب قولانكز ردًا على نقص الغذاء في ألمانيا قبل نهاية الحرب العالمية الثانية، مشيرًا إلى أن العديد من السجناء في معسكرات الاعتقال النازية لم يحصلوا أبدًا على 800 سعرة حرارية. "هناك حقًا طريقة واحدة فقط لإعادة تثقيف الناس"، أوضح قولانكز، "وهي المثال الذي يعيشه المرء بنفسه".
وأوضح قولانكز مبرراته المنطقية على النحو التالي: "في إدارة أعمال المساعدة التي نقوم بها، لا ينبغي أن يكون أي شيء، ولكن لا شيء آخر، حاسمًا أكثر من درجة الحاجة". بالنسبة لكاتبة سيرته الذاتية، روث دودلي إدواردز، استندت حملة قولانكز إلى اهتمامه بالمستضعف الأخلاقي واستمتاعه بالقتال من أجل قضايا لا تحظى بشعبية. قادت الحملة صديق قولانكز، القس جون كولينز، لبدء منظمة العمل المسيحي في ديسمبر 1946، وهي منظمة ذات أهداف مماثلة (والتي شاركت لاحقًا في الحملة ضد الفصل العنصري). في عام 1960، حصل قولانكز على جائزة السلام لتجارة الكتب الألمانية لعمله مع أنقذوا أوروبا الآن.

### قضايا إنسانية أخرى
خلال القتال الذي شهد إنشاء دولة إسرائيل، أصبح قولانكز قلقًا بشأن محنة العرب وفي أكتوبر 1948 أسس الجمعية اليهودية للخدمات الإنسانية، برئاسة الحاخام ليو بايك. استندت هذه الهيئة إلى "الأخلاق العالمية لليهودية" وتهدف إلى العمل في دولة إسرائيل المشكلة حديثًا "لتخفيف معاناة اليهود والعرب دون تفريق".
في فبراير 1951، كتب فيكتور قولانكز رسالة إلى صحيفة مانشستر جارديان يطلب فيها من الناس الانضمام إلى النضال الدولي ضد الفقر. دعت رسالة قولانكز إلى إنهاء الحرب الكورية عن طريق التفاوض وإنشاء صندوق دولي "لتحويل السيوف إلى محاريث". وطُلب من القراء إرسال بطاقة بريدية إلى قولانكز تحتوي على كلمة بسيطة "نعم". حصل على 5000 رد. أدى ذلك إلى تأسيس جمعية السلام العالمي برئاسة قولانكز وتشارلز رافين نائبًا للرئيس. في مايو 1951، دعا قولانكز هارولد ويلسون لرئاسة لجنة خطة العمل السنوية وكتابة كتيب أطلق عليه في النهاية "الحرب على العوز - خطة للتنمية العالمية"، نُشر في 9 يونيو 1952. أدت هذه الوثيقة إلى تأسيس الجمعية الخيرية الدولية لمكافحة الفقر "الحرب على العوز" ؛ تضاءلت هيئتها الأم، جمعية السلام العالمي، بعد تنحي قولانكز عن الرئاسة في عام 1952.
أسس قولانكز مع آرثر كويستلر وجون كولينز الحملة الوطنية لمنع القسوة القانونية في عام 1955. تم تغيير اسم هذه المنظمة إلى الحملة الوطنية لإلغاء عقوبة الإعدام وقامت بحملة ضد عقوبة الإعدام في المملكة المتحدة. أدت هذه الحملة ضد عقوبة الإعدام لاحقًا إلى قيام قولانكز بحملة ضد إعدام مجرم الحرب النازي أدولف أيخمان. وقد تناول هذه القضية في كتيب مثير للجدل بعنوان "قضية أدولف أيخمان".

## الحياة الشخصية والوفاة
في عام 1919، تزوج فيكتور من روث لوي، وهي فنانة درست في مدرسة سليد للفنون تحت قيادة هنري تونكس. كان للزوجين خمس بنات من بينهم فيتا قولانكز، فنانة؛ ليفيا روث قولانكز، موسيقية ورئيس لاحقًا لشركة فيكتور قولانكز المحدودة ؛ وديانا قولانكز، صديقة الشاعر فيليب لاركين.

## منشورات مختارة
- صناعة المرأة، مقالات أكسفورد في النسوية (1918)
- المثل الصناعية (1920)
- البقعة الصفراء: إبادة اليهود في ألمانيا (1936)
- هل السيد تشامبرلين ينقذ السلام؟ (1939)
- خيانة اليسار: فحص ودحض السياسة الشيوعية من أكتوبر 1939 إلى يناير 1941: مع اقتراحات لبديل وخاتمة حول الأخلاق السياسية(1941)
- روسيا وأنفسنا (1941)
- "دع شعبي يذهب": بعض المقترحات العملية للتعامل مع مذبحة هتلر لليهود ومناشدة للجمهور البريطاني (1943)
- تركهم لمصيرهم: أخلاقيات المجاعة (1946)
- قيمنا المهددة (1946)
- في أحلك ألمانيا (1947)
- إعادة النظر في ألمانيا، لندن: فيكتور قولانكز المحدودة، 1947
- سنة النعمة: مقاطع مختارة (1950)
- عقوبة الإعدام: جوهر الأمر (1955)
- ذخيرة الشيطان: أو القصف النووي وحياة الإنسان (1959)
- قضية أدولف أيخمان (1961)
- رحلة نحو الموسيقى: مذكرات (1964)
- ذكريات المودة (1968) – بعد وفاته

## روابط خارجية
- فيكتور غولانكز على موقع الموسوعة البريطانية (الإنجليزية)
- فيكتور غولانكز على موقع مونزينجر (الألمانية)
- فيكتور غولانكز على موقع إن إن دي بي (الإنجليزية)